# Copa UDEAC 1990
La Copa UDEAC 1990 fue la séptima y última edición del torneo de fútbol a nivel de selecciones nacionales de África Central organizado por la UNIFFAC y que contó con la participación de seis países de la región.
El anfitrión Congo venció al campeón defensor Camerún para ser campeón regional por primera vez.

## Fase de grupos

### Grupo A
| País              | PTS | J | G | E | P | GF | GC |
| ----------------- | --- | - | - | - | - | -- | -- |
| Congo             | 4   | 2 | 2 | 0 | 0 | 9  | 0  |
| Chad              | 2   | 2 | 1 | 0 | 1 | 1  | 3  |
| Guinea Ecuatorial | 0   | 2 | 0 | 0 | 2 | 0  | 7  |

| 8-12-1990  | Congo | 3–0 | Chad              |
| 12-12-1990 | Chad  | 1–0 | Guinea Ecuatorial |
| 13-12-1990 | Congo | 6–0 | Guinea Ecuatorial |

### Grupo B
| País                     | PTS | J | G | E | P | GF | GC |
| ------------------------ | --- | - | - | - | - | -- | -- |
| Camerún                  | 4   | 2 | 2 | 0 | 0 | 5  | 1  |
| Gabón                    | 2   | 2 | 1 | 0 | 1 | 1  | 3  |
| República Centroafricana | 0   | 2 | 0 | 0 | 2 | 0  | 4  |

| 9-12-1990  | Camerún | 2–1 | Gabón                    |
| 11-12-1990 | Gabón   | 1–0 | República Centroafricana |
| 13-12-1990 | Camerún | 3–0 | República Centroafricana |

## Fase Final

### Quinto Lugar
| Equipo 1                 | Resultado   | Equipo 2          |
| ------------------------ | ----------- | ----------------- |
| República Centroafricana | 3-3 (5-4 p) | Guinea Ecuatorial |

### Semifinales
|  | Semifinales | Semifinales |   |             | Final        | Final |  |
|  |             |             |   |             |              |       |  |
|  |             |             |   |             |              |       |  |
|  | Brazzaville |             |   |             |              |       |  |
|  | Gabón       | 0           |   |             |              |       |  |
|  | Congo       | 1           |   |             |              |       |  |
|  |             |             |   |             |              |       |  |
|  |             |             |   |             | Brazzaville  |       |  |
|  |             |             |   |             | Congo        | 2     |  |
|  |             | Camerún     | 1 |             |              |       |  |
|  |             |             |   |             |              |       |  |
|  |             |             |   |             |              |       |  |
|  |             |             |   |             | Tercer lugar |       |  |
|  | Brazzaville | Brazzaville |   | Brazzaville | Brazzaville  |       |  |
|  | Chad        | 0           |   | Chad        | 2            |       |  |
|  | Camerún     | 1           |   |             | Gabón        | 1     |  |

## Campeón
| Copa UDEAC 1990                |
| ------------------------------ |
| Bandera de República del Congo |
| Congo 1º Título                |